# GROWN KIDZ/VOODOO KINGDOM
GROWN KIDZ / VOODOO KINGDOM（グロウンキッズ / ヴードゥーキングダム）は、SOUL'd OUTの14枚目のシングルである。2007年2月21日にSMEレコーズより発売された。両A面シングル。「VOODOO KINGDOM」は劇場アニメ『ジョジョの奇妙な冒険 ファントムブラッド』の主題歌。

## 収録曲
1. GROWN KIDZ (5:45) 
(作詞：Diggy-MO'，Bro.Hi　作曲：Diggy-MO'，Shinnosuke　編曲：Shinnosuke)
Depeche Mode「Just Can't Get Enough」をサンプリングしているのではないかという指摘がある。
2. VOODOO KINGDOM (5:46)
(作詞：Diggy-MO'，Bro.Hi　作曲：Diggy-MO'，Shinnosuke　編曲：Shinnosuke)

## タイアップ
GROWN KIDZ
テレビ朝日系『oh♪dolly25』エンディングテーマ
VOODOO KINGDOM
荒木飛呂彦の漫画『ジョジョの奇妙な冒険』のPart1『ファントムブラッド』の劇場アニメのテーマソング。SOUL'd OUTは『ジョジョの奇妙な冒険』のファンである。本作品は『ファントムブラッド』の主人公ジョナサンの宿敵、ディオ・ブランドーの視点で歌詞が書かれている。